# タイショウオオキノコムシ
タイショウオオキノコムシ（学名：Episcapha morawitzi）は甲虫目（鞘翅目）オオキノコムシ科に分類される甲虫。長楕円形の虫で、全体が黒いが前翅の前端と後端の近くにそれぞれ赤い横帯を持つ。
　　　　　　　　　　　　　　　　　　　　　　　　　　　　

## 形態
体長11-14ミリメートル程度。黒色で上翅帯紋は深紅色で完全に無毛であり点刻は他の種類よりも密である。複眼は小さく突出度は弱い。前側の眼縁は強く角ばって突起し両眼の間の距離は広い。触角第３節は前後の節よりわずかに長い。幼虫は、頭部中央に黒い紋が１つあることと体の左右にある突起が長いことで他の種類と見分けることができる。なお本種は標本にすると変色する場合があるので注意が必要である。　　　

## 分布
本州・四国・九州・北海道・屋久島・対馬・朝鮮半島・済州島・中国・シベリアに分布し主に丘陵地に生息する。近縁のヒメオビオオキノコムシやミヤマオビオオキノコムシに比べて稀で局所的なため、以前は対馬や奈良県春日山以外ではあまり報告がなかった。しかし近年は他県でも記録が相次いだ。　　　　　　　　　　　　　　　　　　　　　　　　　　　　　　　　　　　　　　

## 生態
成虫は6月から9月に活動しサルノコシカケ科のキノコの傘を食する。また樹皮の下に隠れている事が多い。樹液にこないとされているが灯火には集まる。成虫は、キノコの上で交尾産卵する。卵は約10日間で孵化する。幼虫はキノコを食べ成熟すると樹皮の下や土中に潜り蛹化する。この間の期間は短い。　　　

## 飼育
本種は、野外で幼虫とともにサルノコシカケ科のキノコをとってきて腐らせないように管理すれば飼育することができる。

## 人間とのかかわり
一般にはあまり見かけることは少ないが愛好家や研究者の中では希少で、綺麗なため人気がある。